# الیز هیوز
الیز هیوز (انگلیسی: Elise Hughes؛ زادهٔ ۱۵ آوریل ۲۰۰۱) بازیکن فوتبال اهل ولز است.
از باشگاه‌هایی که در آن بازی کرده‌است می‌توان به باشگاه فوتبال زنان اورتون اشاره کرد.
وی همچنین در تیم‌های ملی فوتبال زنان ولز، و زنان ولز، و زنان ولز، و زنان ولز، بازی کرده‌است.